# Christian Nørgaard
Christian Thers Nørgaard, född den 10 mars 1994 i Köpenhamn, är en dansk fotbollsspelare (mittfältare) som spelar för Arsenal. Han representerar även Danmarks landslag.

## Karriär
Nørgaard började sin karriär i Lyngby, där han debuterade i A-laget redan som 17-åring. Efter en kort sejour i tyska Hamburg återvände han till Danmark för spel i Brøndby. Där utsågs han till Årets spelare 2017. Under fem säsonger gjorde han över 140 matcher, och vann danska cupen. Därefter följde en säsong i italienska Fiorentina innan flytten till England.
Den 28 maj 2019 värvades Nørgaard av Brentford, där han skrev på ett fyraårskontrakt med option på ytterligare ett år. Han var lagkapten under sin sista säsong i klubben.
Han debuterade för Danmark i en Nations League-match mot England 2020 och har sedan dess spelat över 30 landskamper. Bland höjdpunkterna finns semifinalen i EM 2020 och VM 2022 i Qatar.
Den 10 juli 2025 blev det officiellt att han skrivit på för Arsenal.